# Hawaii 5-0 (série télévisée)
Cet article concerne la série de 2010. Pour l'originale, voir Hawaï police d'État.
Pour les articles homonymes, voir Hawaii Five-O.
Hawaii 5-0 (Hawaii Five-0) est une série télévisée américaine en 240 épisodes de 42 minutes créée d'après la série Hawaï police d'État et diffusée du 20 septembre 2010 au 3 avril 2020 sur le réseau CBS et en simultané sur le réseau Global au Canada.
En Suisse, la série est diffusée depuis le 10 avril 2011 sur RTS Un, en France depuis le 23 avril 2011 sur M6[réf. nécessaire], en Belgique depuis le 5 décembre 2011 sur RTL-TVI, au Québec depuis le 6 janvier 2012 sur la chaîne Séries+.

## Synopsis
Le commandant Steve McGarrett, un SEAL de l’US Navy, se rend sur l'île d'Oahu dans l'archipel d'Hawaï, pour enquêter sur l'assassinat de son père. Sur place, la gouverneur de l'État le persuade de rester et de former une unité spéciale de police avec carte blanche pour appliquer ses propres règles et méthodes, afin de combattre le crime à Honolulu.

## Distribution

### Acteurs principaux

#### Equipe 5-0
- Alex O'Loughlin (VF : Alexis Victor) : Commandant Steven « Steve » McGarrett
- Scott Caan (VF : Jérôme Pauwels) : Lieutenant Daniel « Danny » Williams
- Daniel Dae Kim (VF : Cédric Dumond) : Lieutenant Chin Ho Kelly (saisons 1 à 7)
- Grace Park (VF : Marie-Ève Dufresne) : Officier Kono Kalakaua (saisons 1 à 7)
- Chi McBride (VF : Lionel Henry) : Capitaine Lou Grover, chef du SWAT puis agent du 5-0 (récurrent saison 4, principal depuis la saison 5)
- Ian Anthony Dale (VF : Bruno Choël) : Adam Noshimuri, membre de la mafia puis agent du 5-0 (récurrent saisons 2 à 7, principal depuis la saison 8)
- Jorge Garcia (VF : Jérôme Wiggins) : Consultant Jerry Ortega, technicien informatique du 5-0 (récurrent saison 4, principal saison 5 à 9, invité saison 10)
- Meaghan Rath (VF : Pamela Ravassard) : Officier Tani Rey (saisons 8 à 10)
- Beulah Koale (en) (VF : Eilias Changuel) : Officier Junior Reigns (saisons 8 à 10)
- Katrina Law (VF : Laëtitia Laburthe Tolra) : Sergent Quinn Liu (saison 10)

#### HPD
- Dennis Chun (VF : Bertrand Dingé) : Sergent Duke Lukela, agent du HPD (récurrent saisons 1 à 7, principal depuis la saison 8)
- Lauren German (VF : Stéphanie Lafforgue) : Lieutenant Lori Weston (S02E02 à S02E16, n'apparait pas au générique)

#### Médecin légiste
- Masi Oka (VF : William Coryn) : Dr Max Bergman, médecin légiste (récurrent saison 1, principal saison 2 à 7, invité saison 10)
- Amanda Setton (VF : Marie Giraudon): Dr Mindy Shaw (saison 5)
- Kimee Balmilero (en) (VF : Elsa Bougerie) : Dr Noelani Cunha, médecin légiste (récurrente saison 7, principale depuis la saison 8)

#### Indic
- Taylor Wily (VF : Pascal Vilmen) : Kamekona Tupuola, indic et vendeur de crevettes (récurrent saisons 1 à 7, principal depuis la saison 8)

#### Autres
- Michelle Borth (VF : Valérie Nosrée) : Lieutenant Catherine Rollins (principale saisons 3 et 4, récurrente saison 1, 2 et 6, invitée saisons 5 et 7 à 10)

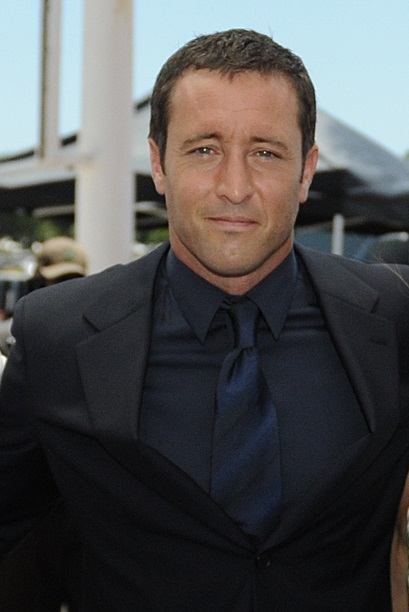
Alex O'Loughlin interprète Steven « Steve » McGarrett
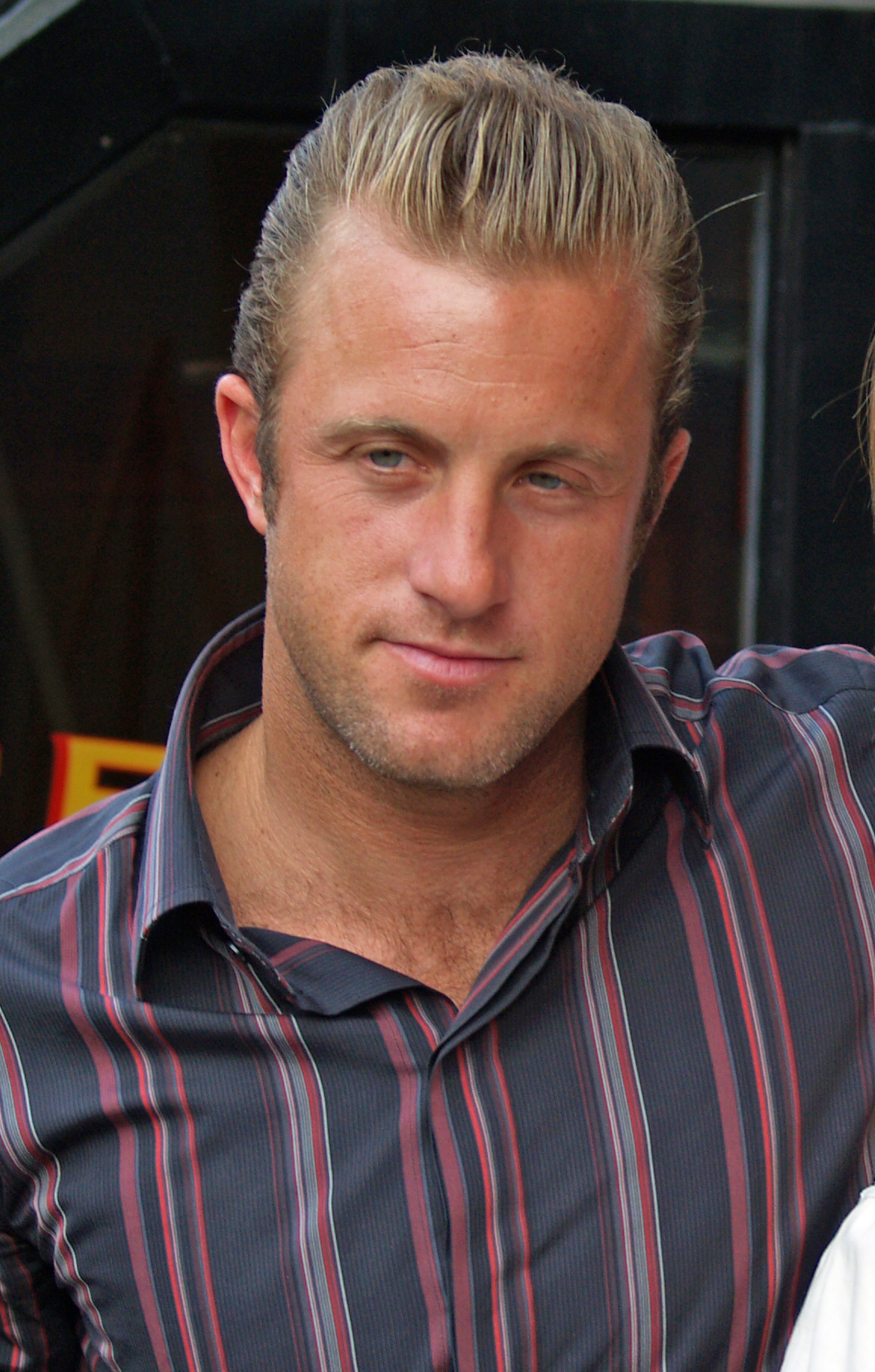
Scott Caan interprète Daniel « Danny / Danno » Williams
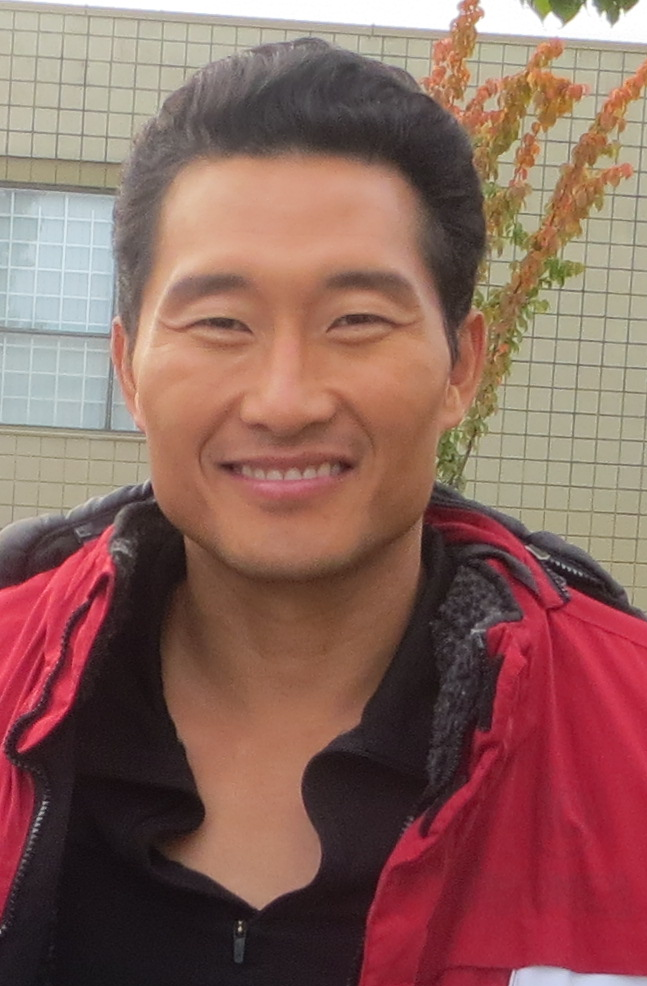
Daniel Dae Kim interprète Chin Ho Kelly
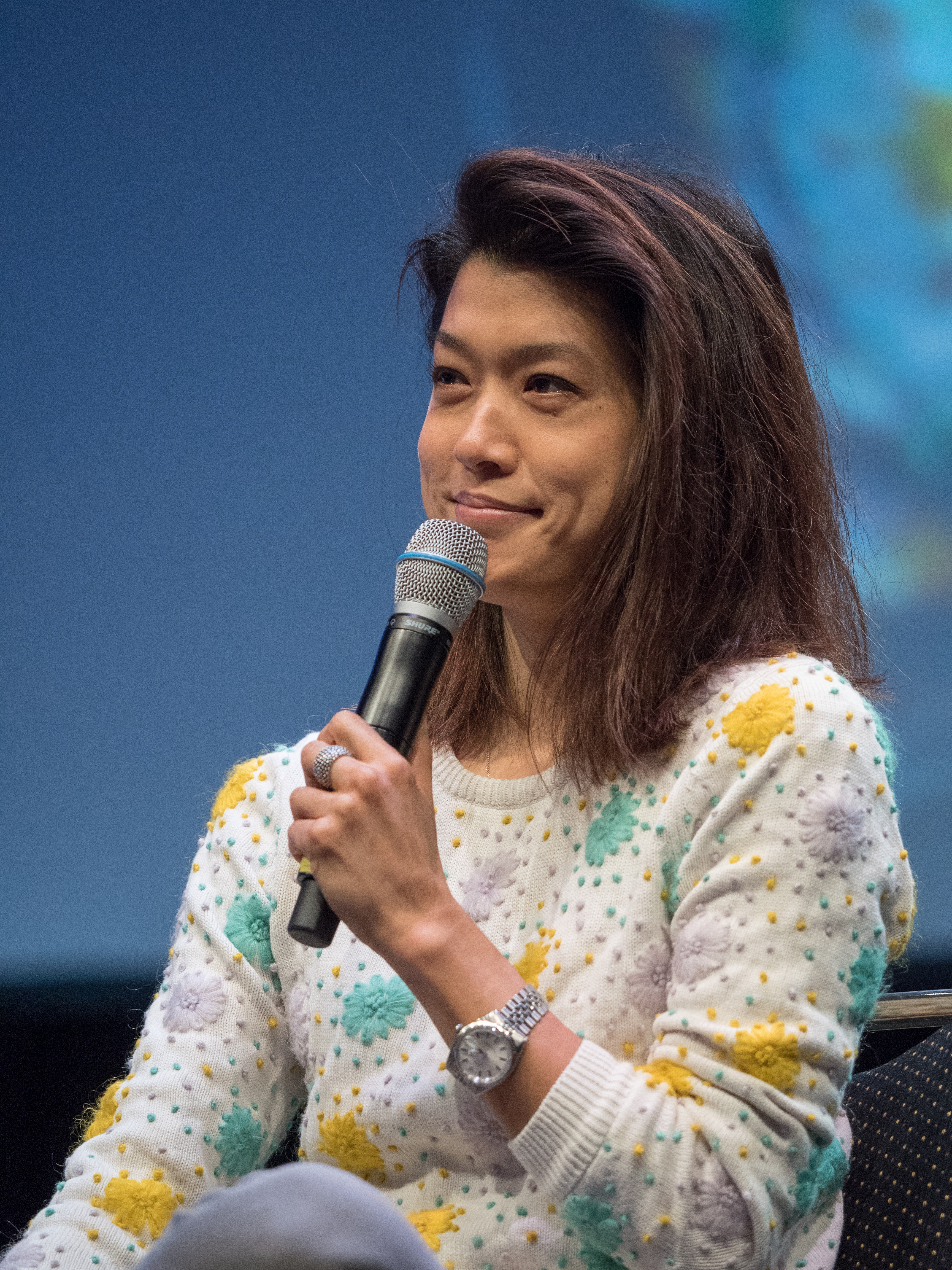
Grace Park interprète Kono Kalakaua
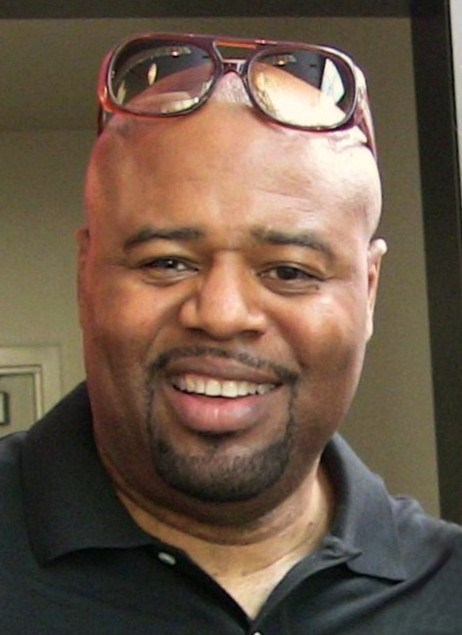
Chi McBride interprète Lou Grover
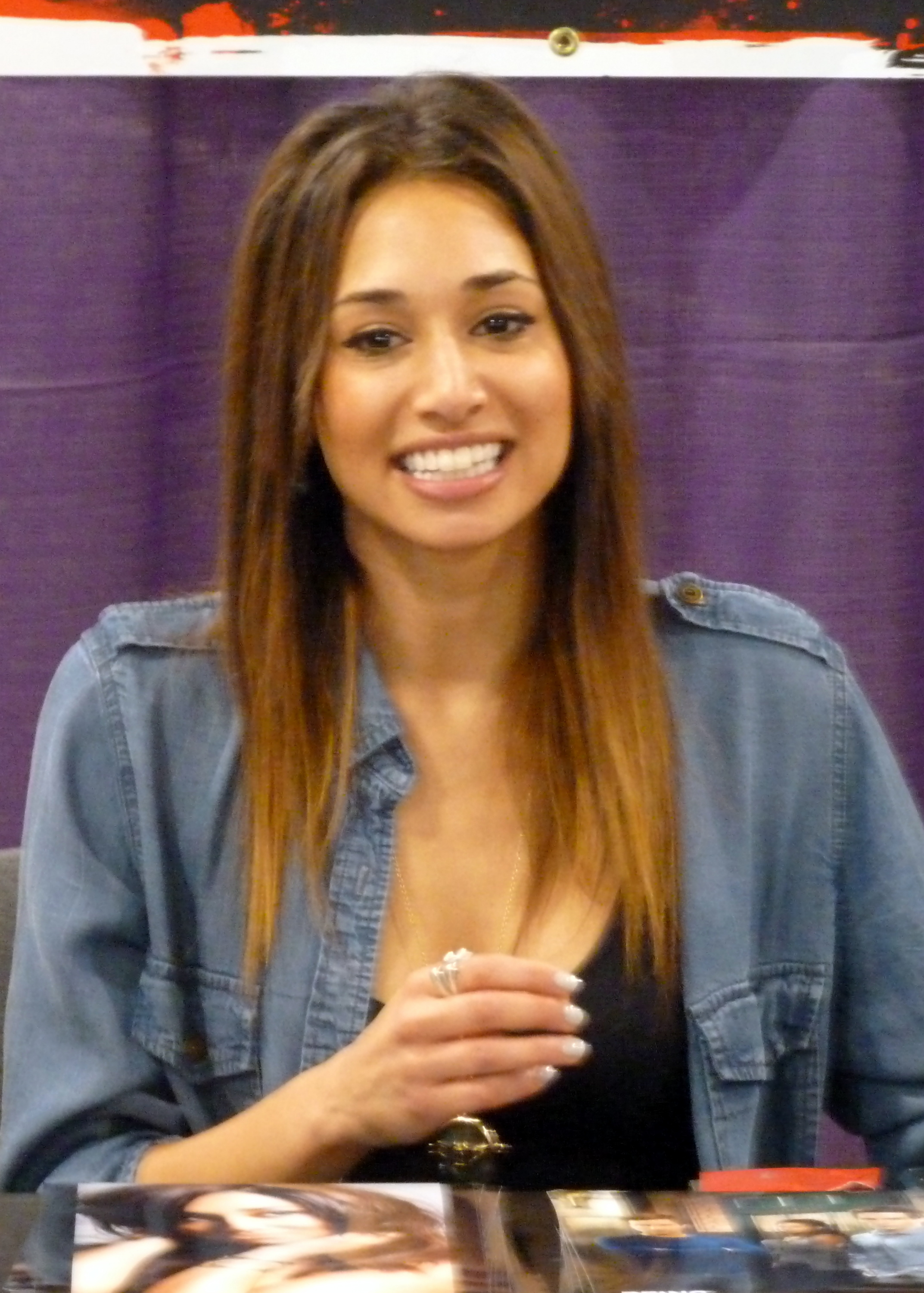
Meaghan Rath interprète Tani Rey
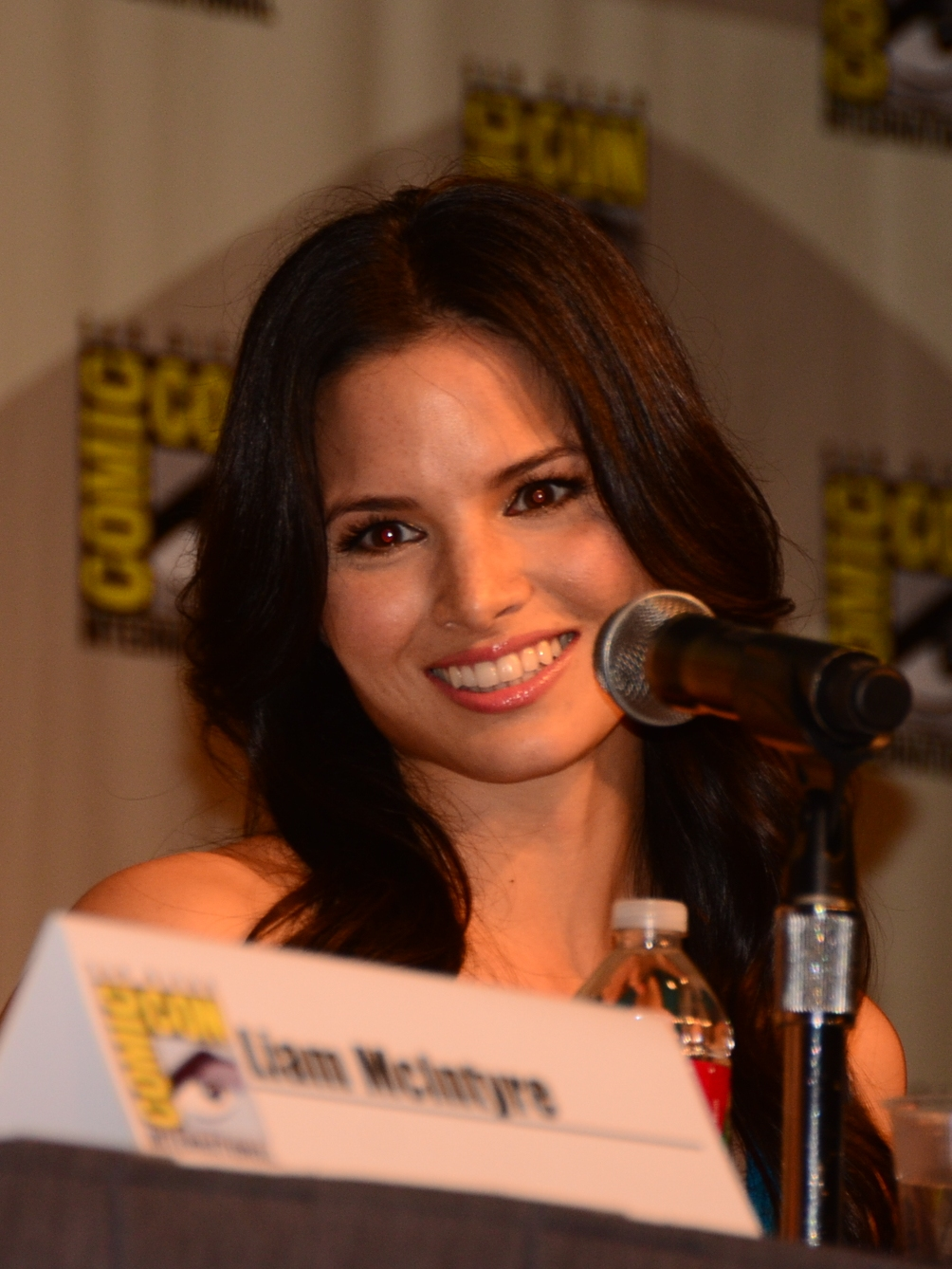
Katrina Law interprète Quinn Liu
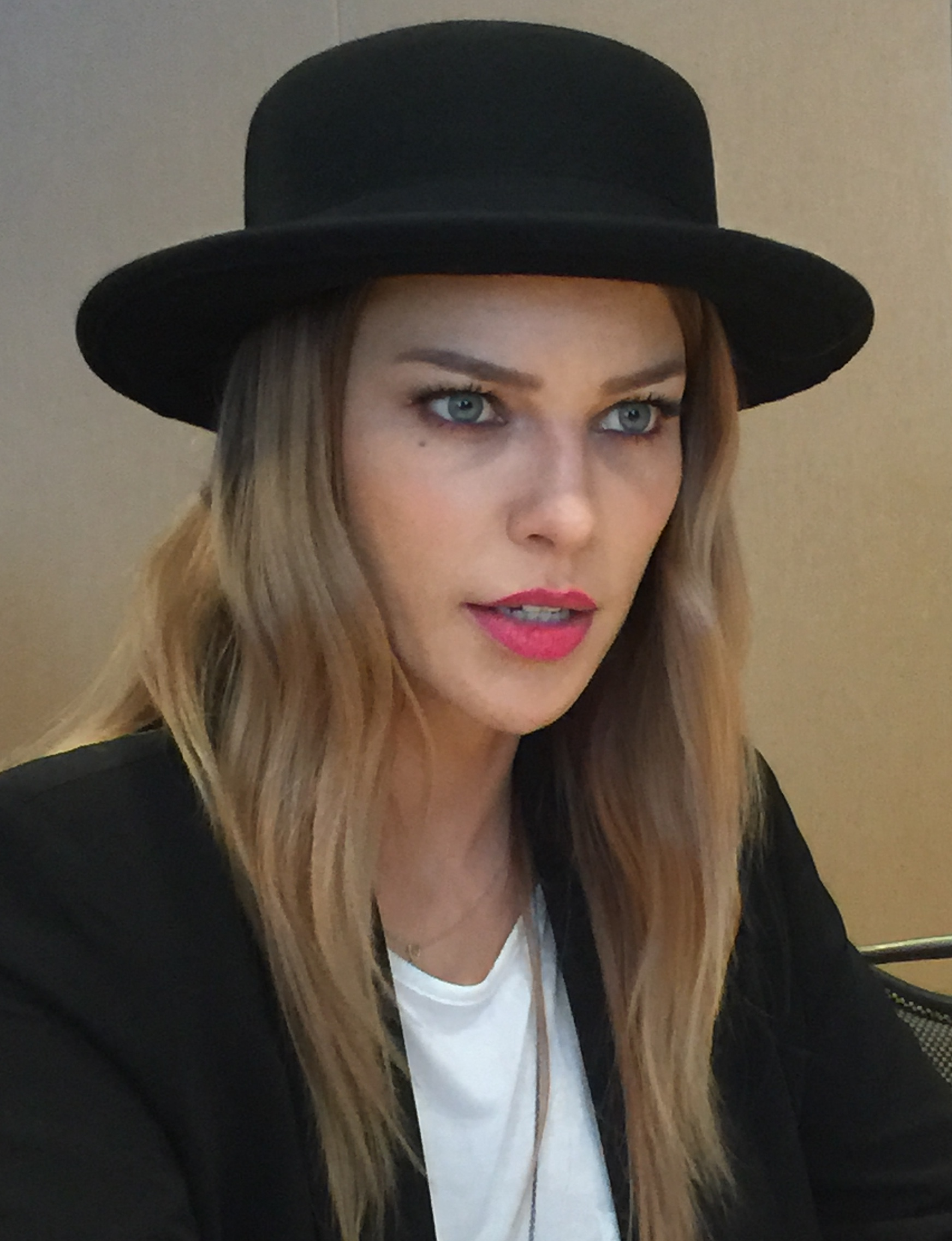
Lauren German interprète Lori Weston
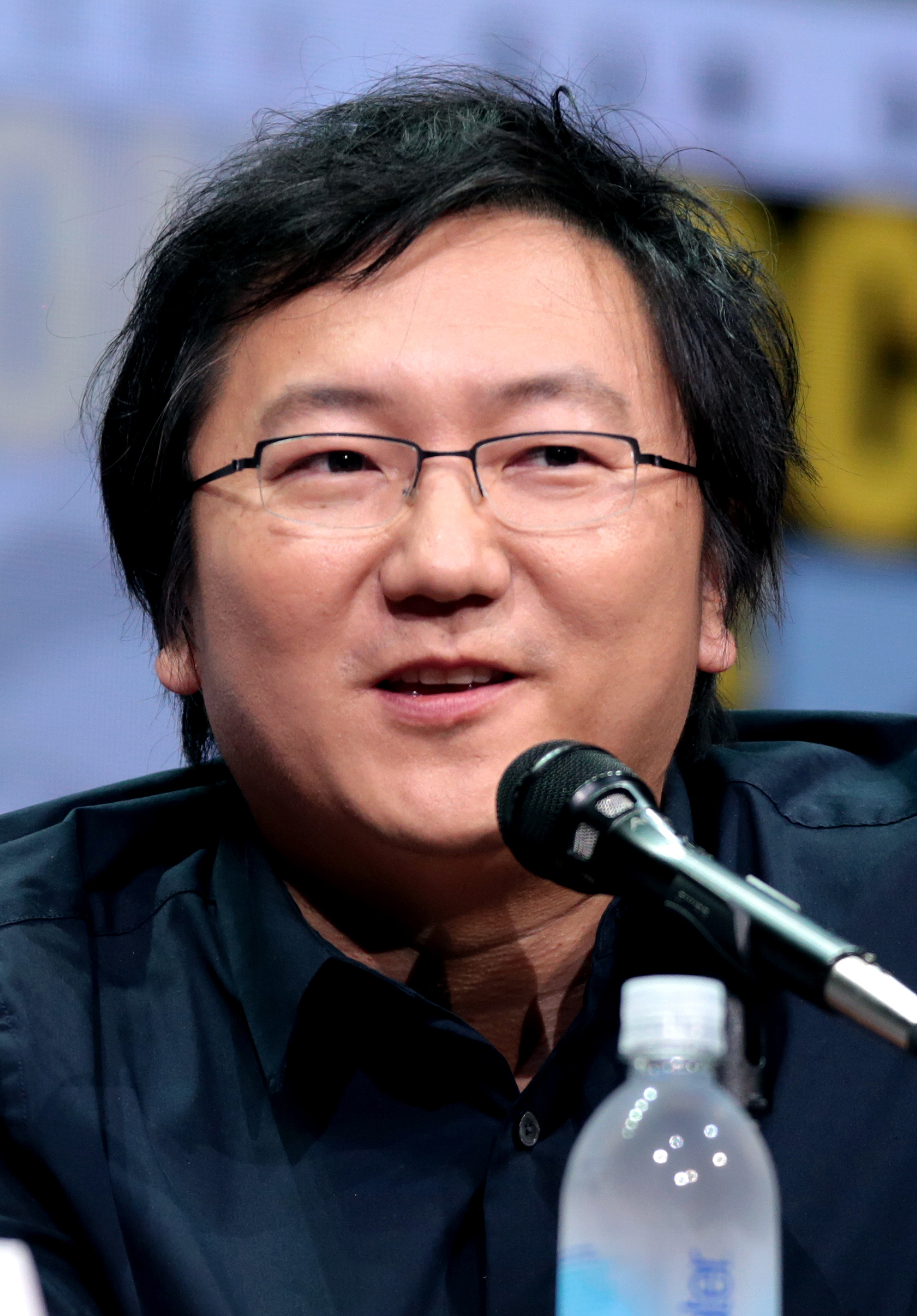
Masi Oka interprète Max Bergman
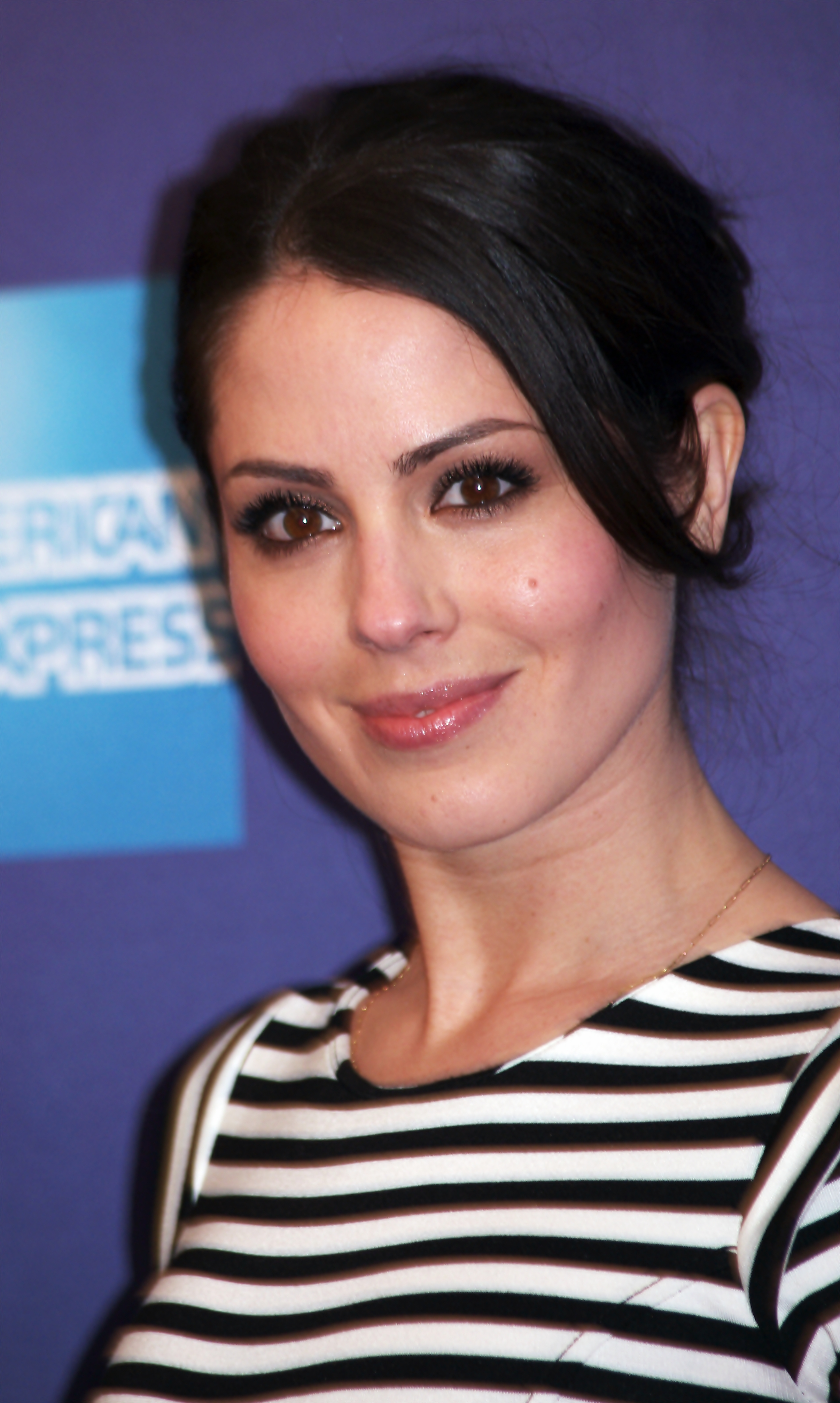
Michelle Borth interprète Catherine Rollins

### Acteurs secondaires

#### Introduits dans la saison 1
- Mark Dacascos (VF : Jean-Philippe Puymartin) : Wo Fat (saisons 1 à 4, invité saisons 5, 9 & 10)
- Jean Smart (VF : Martine Meiraghe) : Gouverneure Patricia "Pat" Jameson (saison 1)
- Claire van der Boom (VF : Hélène Bizot) : Rachel Edwards, ex-femme de Danny (saison 1, invitée saisons 2, 5 et 7 à 9)
- Teilor Grubbs (VF : Garance Pauwels) : Grace Williams, fille de Danny (saisons 1 à 7, invitée saison 9)
- Will Yun Lee (VF : Anatole Yun) : Sang Min (saison 1, invité saisons 2, 3 et 5 à 7)
- Kelly Hu (VF : Ivana Coppola) : Laura Hills (saison 1, épisodes 7, 9 et 24)
- Larisa Oleynik (VF : Delphine Braillon) : Jenna Kaye (saisons 1 et 2, invitée saison 5)
- Brian Yang : Charlie Fong, technicien en laboratoire de la police scientifique d'Honolulu (saisons 1 à 5)
- Taryn Manning (VF : Célia Charpentier) : Mary Ann McGarrett, sœur de Steeve (récurrente saisons 1 à 4, invitée saisons 6 et 9)
- Kala Alexander (en) : Kawika (saison 1, invitée saisons 2 à 6)

#### Introduits dans la saison 2
- Richard T. Jones (VF : Jean-Paul Pitolin) : Gouverneur Sam Denning (saison 2, invité saisons 3 et 4)
- Terry O'Quinn (VF : Michel Le Royer) : Lieutenant commander Joe White, ami du père de Steve (saison 2, invité saisons 3 à 5, 8 et 9)
- Autumn Reeser (VF : Fily Keita) : Gabrielle Asano (saison 2, invitée saisons 3 et 4)
- Tom Sizemore (VF : Renaud Marx) : Capitaine Vincent Fryer (saison 2, épisode 5,12,19,23)
- William Baldwin (VF : Xavier Fagnon) : Frank Delano (saison 2, épisodes 3, 4, 5 et 23, invité saison 3)

#### Introduits dans la saison 3
- Christine Lahti (VF : Josiane Pinson) : Doris McGarrett, mère de Steeve (saison 3, invitée saisons 7 et 10)
- Daniel Henney (VF : Anatole de Bodinat) : Michael Noshimuri, frère d'Adam, chef des Yakuzas (saison 3)
- Andrew Lawrence (VF : Alexis Tomassian) : Eric Russo, neveu de Danny et technicien en laboratoire de la police scientifique d'Honolulu (saisons 6 à 8, invité saisons 3 et 9)

#### Introduits dans la saison 4
- Melanie Griffith (VF : Dorothée Jemma) : Clara Williams (saison 4, invitée saison 6)
- Nick Jonas (VF : Julien Bouanich) : Ian Wright (saison 4, épisodes 8 et 22)
- Christopher Sean (en) (VF : Adrien Larmande) : Gabriel Waincroft (saisons 5 et 6, invité saison 4)
- Lili Simmons (VF : Ana Piévic) : Amber Vitale / Melissa Armstrong (invitée saisons 4 à 7)
- Michelle Hurd (VF : Elisabeth Fargeot) : Renée Grover, femme de Lou (invitée saisons 4 à 10)

#### Introduits dans la saison 5
- Greg Ellis (VF : Sébastien Ossard) : Thomas Farrow/ major William Korrigan (saison 5)
- Anthony Ruivivar (VF : Luc Boulad) : Marco Reyes (saison 5)
- Mirrah Foulkes (VF : Marie-Laure Dougnac) : Substitut Ellie Clayton (saison 5)
- Willie Garson (VF : Georges Caudron) : Gerard Hirsch, petit délinquant puis nettoyeur de scènes de crimes (saison 6, invité saisons 5 et 7 à 10)
- Michael Imperioli (VF : Emmanuel Gradi) : Odell Martin (invité saisons 5, 6 et 8)
- Zach Sulzbach (de) (VF : Corrine Martin) : Charlie Edwards, fils de Danny (saisons 7 et 9, invitée saisons 5, 6 et 8)

#### Introduits dans la saison 6
- Julie Benz (VF : Anneliese Fromont) : agent Abigail « Abbey » Dunn (saison 6, invitée saison 7)
- Michelle Krusiec (VF : Yumi Fujimori) : Michelle Shioma (saison 6, invitée saisons 7 et 8)
- Sarah Carter (VF : Laura Blanc) : Lynn Downey (invitée saisons 6 et 7)
- Chosen Jacobs (VF : Cédric Lemaire) : Will Grover, fils de Lou (saison 7, invité saisons 6, 8 et 9)
- Londyn Silzer : Sara Diaz (saison 7, invitée saison 6)

#### Introduits dans la saison 7
- Claire Forlani (VF : Stéphanie Hédin) : Alicia Brown (saisons 7 et 8)
- Elisabeth Röhm (VF : Anne Dolan) : Dr Madison Gray (saison 7)

#### Introduits dans la saison 8
- Joey Lawrence (VF : Sébastien Desjours) : Aaron Wright (invité saisons 8 à 10)
- Christine Ko (en) (VF : Diane Kristanek) : Jessie Nomura (saison 8)
- Gonzalo Menendez (VF : Guildin Tissier) : Agent Colin McNeal
- Kunal Sharma (VF : Jonathan Gimbord) : Koa Rey, frère de Tani (saisons 8 et 9)

#### Introduits dans la saison 9
- Rochelle Aytes (VF : Sophie Riffont) : Greer (saison 9)
- Eric Scanlan (VF : Cyprien Fiasse) : Natano Reigns, père de Junior (saison 9 et 10)
- Alexander Wraith (de) (VF : Mike Fédée) : Aleki
- Sonny Saito : Hajime Masuda (saison 9 et 10)
- Brittany Ishibashi : Tamiko Masuda  (saison 9 et 10)

#### Introduits dans la saison 10
- Lance Gross : Lincoln Cole
- Rob Morrow : Wes Cullen
- Eugenia Yuan (en) : Daiyu Mei
- Nia Holloway (en) : Siobhan Grover
- Fernando Chien (en) : Kenji Higashi

## Production

### Développement
L'idée de remake Hawaii Five-O à la télévision avait été envisagée bien avant l'annonce de la version 2010. La première tentative était un pilote d'une heure pour une nouvelle série qui a été faite en 1996 mais jamais diffusée, bien que quelques clips aient été trouvés des années plus tard et soient disponibles en ligne. Produit et écrit par Stephen J. Cannell, il devait incarner Gary Busey et Russell Wong en tant que nouvelle équipe Five-0. L'acteur original James MacArthur est brièvement revenu en tant que Dan Williams, cette fois en tant que gouverneur d'Hawaï, avec des caméos faits par d'autres anciens habitués de Five-O. Une autre tentative a été faite pour transformer le projet en un film de Warner Bros. mais cela a également été abandonné.
Le 12 août 2008, CBS a annoncé qu'il y aura un remake Hawaii Five-O à la programmation du réseau pour la saison télévisuelle 2009-2010. La nouvelle version serait une suite actualisée, centrée cette fois sur Steve McGarrett, qui succède à son défunt père Steve (le personnage de Jack Lord dans la série originale) à la tête de l'unité. Edward Allen Bernero, producteur exécutif et showrunner de Esprits Criminels, devait diriger la nouvelle prise, qu'il a décrite comme "Hawaii Five-O, version 2.0". Il devait également incorporer la plupart des éléments emblématiques de l'original, y compris le slogan "Book 'em, Danno", dans le remake. Edward Allen Bernero, qui était un fan de l'original, et avait une sonnerie de la chanson de la série sur son téléphone portable, avait toujours voulu ramener la série à la télévision.
En octobre 2009, il a été annoncé qu'Alex Kurtzman et Roberto Orci s'étaient engagés pour scénariser un épisode pilote et que Peter M. Lenkov serait le showrunner de la série. Kurtzman et Orci ont décidé de redémarrer le concept original similaire à leur travail sur le film Star Trek (2009), plutôt qu'une suite de la série originale. La production du pilote a été tournée à Honolulu et aux alentours en mars 2010.
Le 17 mai 2010, le remake a été repris par CBS, qui l'a programmé pour les lundis soir à 22 h. Les nouvelles étaient bonnes pour l'État d'Hawaï, qui espérait que le remake donnerait une nouvelle ère[pas clair]. La production du reste de la première saison a commencé en juin 2010. Le 24 juin 2010, les producteurs ont annoncé qu'ils utiliseraient l'entrepôt de l'ancien bâtiment The Honolulu Advertiser comme studio de tournage sonore officiel de la série à partir de juillet 2010. Des extérieurs représentant le siège de Five-0 dans la série est situé au Ali'iolani Hale à Honolulu, juste en face du palais Iolani, qui représentait le siège de Five-O dans la série originale.
Le 21 octobre 2010, CBS a annoncé que la première saison avait reçu une commande de 24 épisodes pour la saison complète. Les saisons suivantes ont comporté entre 23 et 25 épisodes.
Ce remake utilise un zéro comme dernier caractère de son titre au lieu de la lettre "O" qui est utilisée dans le titre de la série originale. Selon Los Angeles Times, un initié de CBS a déclaré que la désambiguïsation était nécessaire en raison des résultats des moteurs de recherche. Lorsque Variety a effectué son propre test de moteur de recherche sur Google, il a constaté que "Hawaii 5-0" (avec le zéro) avait 263 000 résultats tandis que "Hawaii Five-O" (avec la lettre O) avait plus de 1,7 million.
Le 27 mars 2013, la série a été renouvelée pour une quatrième saison
En mai 2013, après trois saisons, CBS déplace la série dans la case horaire du vendredi à 21 h.
Le 13 mars 2014, la série a été renouvelée pour une cinquième saison.
Le 11 mars 2015, la série a été renouvelée pour une sixième saison,.
Le 25 mars 2016, CBS annonce la reconduction de la série pour une septième saison.
Le 23 mars 2017, la chaîne annonce le renouvellement pour une huitième saison.
Le 18 avril 2018, CBS annonce le renouvellement pour une neuvième saison.
Le 9 mai 2019, la série est renouvelée pour une dixième saison, pour la saison 2019-2020. La production annonce le 28 février 2020 qu'elle sera la dernière.

### Casting
Le casting a débuté en février 2010, dans cet ordre : Daniel Dae Kim, Alex O'Loughlin, Taryn Manning, Grace Park et Scott Caan ainsi que Jean Smart et James Marsters comme récurrents.
Au début de la deuxième saison, Masi Oka est promu à la distribution principale alors que Lauren German la rejoint pour seulement quinze épisodes.
Pour la troisième saison, Michelle Borth, qui a participé dans cinq épisodes au cours des deux premières saisons, est promue à la distribution principale.
Introduit au début de la quatrième saison, Chi McBride a été promu à la distribution principale en novembre 2013.
En mars 2014, il est annoncé que Jorge Garcia rejoindra la distribution principale pour la cinquième saison alors que Michelle Borth ne sera pas de retour au générique d'ouverture, mais de façon récurrente.
Le 30 juin 2017, Daniel Dae Kim (Chin Ho Kelly) et Grace Park (Kono Kalakaua) ont annoncé leur départ de la série à la suite du refus de la production d'aligner leurs salaires à ceux d’Alex O'Loughlin (Steve (Steven) McGarrett) et de Scott Caan (Daniel « Danny/Danno » Williams).
Le 21 juillet 2017, il a été annoncé que les membres récurrents de la distribution Taylor Wily, Kimee Balmilero et Dennis Chun seraient également mis à niveau pour les habitués de la série pour la huitième saison.
Le 19 mars 2018, il a été annoncé que Michelle Borth reviendrait à nouveau dans la série dans un rôle d'invité pour le vingtième épisode de la huitième saison de la série.
En août 2019, Katrina Law rejoint la distribution principale pour la dixième saison.

### Contexte, genèse et composition de l'équipe
- La série couvre les actions d'un groupe d'enquêteurs d'une force spéciale créée par la gouverneure d'Hawaï pour enquêter à travers les îles sur des crimes graves allant du terrorisme à l'enlèvement, étant donné qu'Hawaï n'a pas de service de police d'État conventionnel (qui serait l'équivalent de la police nationale, ceci est courant aux États-Unis puisque seuls 28 états possèdent une police « d'État » qui dans la majorité des cas n'a en charge que les délits liés aux autoroutes ainsi que les crimes graves), l'unité de police la plus en vue sur place étant le Honolulu Police Department (HPD).
- L'équipe est dirigée par le capitaine de corvette Steve McGarrett. McGarrett choisit comme partenaire Danny Williams qui est alors détective pour le Service de Police d'Honolulu (le HPD cité plus haut).
Il complète l'équipe en recrutant un ancien collègue estimé de son père, Chin Ho Kelly, puis la cousine de Chin, Kono Kalakaua, qui sort tout juste de l'école de police.
- L'Unité du 5-0 n'a pas à suivre la hiérarchie au sein du service de police, parce qu'il ne rend de comptes qu'au bureau du gouverneur.
- Une partie inexpliquée de la création de l'équipe concerne le nom de Five-0 / 5-0. Tiré visiblement d'un maillot porté par le jeune Steve McGarrett dans une vidéo où on le voit disputer un match de football, ce dernier explique qu'il portait le numéro 50, signifiant pour lui 5-0 car selon son père, Hawaï est le 50e état à être passé sous la Constitution américaine. Toujours selon McGarrett, il y a aussi le fait que les insulaires blancs sont surnommés 5-0, parce que ça ne fait pas longtemps qu'ils assurent une descendance sur l'île, contrairement aux autochtones qui y vivent depuis longtemps.
Kono affirme que 5-0 (Five-0) serait un bon nom pour leur équipe. Celui-ci est ainsi adopté de facto.
Toutefois, il n'est pas expliqué comment tout le monde (y compris les touristes) semble connaître la dénomination de l'équipe, bien que ce soit un nom non officiel, créé lors d'une réunion privée, et bien que ce nom semble avoir été rendu officiel quelques épisodes plus tard.
- Le quartier général du 5-0 est apparemment situé dans Aliiolani Hale, site d'une célèbre statue du roi Kamehameha, qui jouit d'une bonne visibilité dans la série. Dans la réalité, Aliiolani Hale est le siège de la Cour Suprême de l'État d'Hawaï.

### Tournage
La série est tournée dans l'archipel d'Hawaï.

### Générique
La musique du générique est reprise du générique de Hawaï police d'État, série dont Hawaii 5-0 constitue un remake. Une version remasterisée au synthétiseur et à la guitare électrique, orientée rock, a été initialement prévue par les producteurs pour le générique. Cette version a fait l'objet de critiques aux États-Unis, les internautes ne l'ayant pas acceptée ainsi[réf. nécessaire], malgré sa rapide diffusion sur le web. Les producteurs ont alors considéré le changement effectué comme une erreur. Cela a néanmoins conduit au maintien de cette musique grâce à un petit « dépoussiérage », les producteurs en profitant pour réduire la durée du générique à 30 secondes, en version finale quasiment identique à l'originale donc, si ce n'est ce raccourcissement. Trois des musiciens ayant travaillé sur le générique (original) de Hawaï police d'État en 1968 ont été sollicités pour travailler sur le générique de Hawaii 5-0.
La partie image et vidéo du générique montre les quatre personnages principaux dans leurs œuvres de la saison 1 (Steve, Danny, Chin Ho et Kono), puis Max est ajouté au générique de la saison 2 et Catherine au générique de la saison 3. Le Mémorial de l'USS Arizona dans la rade de Pearl Harbor est visible, de même que l'Aliiolani Hale. La mention des créateurs de la série originale (Leonard Freeman) se trouve dans la dernière scène du générique.

### La voiture de Steve McGarrett
La voiture conduite par l'original Steve McGarrett à Hawaii Five-O est une Mercury Marquis de 1974. La voiture appartient au cascadeur John Nordlum depuis la fin de la série originale. John Nordlum a laissé la voiture être utilisée dans la nouvelle série, où elle appartiendrait au père de Steve McGarrett, John. La plaque d'immatriculation est toujours F6-3958.

## Fiche technique
- Titre original : Hawaii Five-0
- Titre français : Hawaii 5-0
- Création : Leonard Freeman, Alex Kurtzman, Peter M. Lenkov (en) et Roberto Orci
- Réalisation : Brad Turner, Steve Boyum, Bryan Spicer et Larry Teng
- Scénario : Leonard Freeman, Alex Kurtzman, Peter M. Lenkov (en) et Roberto Orci
- Direction artistique : Dan Morski, Oana Bogdan et Bo Johnson
- Décors : Keith Neely
- Costumes : James Lapidus et Kathryn Morrison
- Photographie : James L. Carter (en), Ronald Víctor García, Donald E. Thorin Jr. et Alan Caso
- Montage : Maja Vrvilo, Scott Powell, Harry B. Miller III et Roderick Davis
- Musique : Keith Power et Brian Tyler
- Casting : Jennifer Cooper
- Production : Alex Kurtzman, Peter M. Lenkov (en) et Roberto Orci
- Sociétés de production : Kurtzman Orci Paper Products, 101st Street Productions et CBS Productions
- Sociétés de distribution (télévision) :
  - CBS (États-Unis)
  - Global Television Network (Canada)
- Budget : 2 millions de $ par épisode (8 millions de $ pour le pilote)
- Pays d'origine :  États-Unis
- Langue originale : anglais
- Format : couleur - 1,78:1 - son Dolby Digital
- Genre : action, policière et dramatique
- Durée : 240 x 42 minutes
- Version française réalisée par :
  - Société de doublage : Libra Films[29]
  - Direction artistique : Catherine Le Lann
- Déconseillé aux moins de 10 ans

## Épisodes
| Saison | Saison | Nombre d'épisodes | Jour et heure de diffusion sur CBS               | Dates de diffusion originale sur CBS | Dates de diffusion originale sur CBS | Dates de diffusion originale sur CBS | Audience moyenne (en millions) | Audience moyenne (en millions) | Audience moyenne (en millions) |
| Saison | Saison | Nombre d'épisodes | Jour et heure de diffusion sur CBS               | Saison                               | Début de saison                      | Fin de saison                        | Première                       | Finale                         | Moyenne                        |
| ------ | ------ | ----------------- | ------------------------------------------------ | ------------------------------------ | ------------------------------------ | ------------------------------------ | ------------------------------ | ------------------------------ | ------------------------------ |
|        | 1      | 24                | Lundi 22 h                                       | 2010-2011                            | 20 septembre 2010                    | 16 mai 2011                          | 14,20                          | 10,41                          | 11,26                          |
|        | 2      | 23                | Lundi 22 h                                       | 2011-2012                            | 19 septembre 2011                    | 14 mai 2012                          | 12,19                          | 11,42                          | 10,66                          |
|        | 3      | 24                | Lundi 22 h                                       | 2012-2013                            | 24 septembre 2012                    | 30 mai 2013                          | 8,06                           | 9,00                           | 9,02                           |
|        | 4      | 22                | Vendredi 21 h                                    | 2013-2014                            | 27 septembre 2013                    | 9 mai 2014                           | 9,46                           | 9,21                           | 9,71                           |
|        | 5      | 25                | Vendredi 21 h                                    | 2014-2015                            | 26 septembre 2014                    | 8 mai 2015                           | 8,97                           | 8,27                           | 9,48                           |
|        | 6      | 25                | Vendredi 21 h                                    | 2015-2016                            | 25 septembre 2015                    | 13 mai 2016                          | 8,30                           | 8,82                           | 8,71                           |
|        | 7      | 25                | Vendredi 21 h                                    | 2016-2017                            | 23 septembre 2016                    | 12 mai 2017                          | 10,22                          | 8,22                           | 9,28                           |
|        | 8      | 25                | Vendredi 21 h                                    | 2017-2018                            | 29 septembre 2017                    | 18 mai 2018                          | 8,64                           | 6,62                           | 8,28                           |
|        | 9      | 25                | Vendredi 21 h                                    | 2018-2019                            | 28 septembre 2018                    | 17 mai 2019                          | 7,49                           | 5,11                           | 7,20                           |
|        | 10     | 22                | Vendredi 20 h (sept-jan) Vendredi 20 h (fév-avr) | 2019-2020                            | 27 septembre 2019                    | 3 avril 2020                         | 7,03                           | 9,35                           | 7,19                           |

## Univers de la série

### Déroulement et contexte des épisodes
Chaque épisode commence généralement par un crime ou par la découverte d'un cadavre (exception faite d'un épisode, lors duquel l'équipe a été assignée à la protection d'un dignitaire étranger). Par la suite, les membres de l'équipe reçoivent un appel du bureau du gouverneur pour se rendre sur la scène de crime afin de commencer l'enquête, ou se trouvent déjà dans les parages pour constater la présence de victimes.
Le groupe de travail profite de l'autorité donnée par le bureau du gouverneur pour avoir priorité sur des scènes de crime et des enquêtes lors de conflits de juridiction impliquant le Service de police de Honolulu (HPD). Néanmoins celui-ci collabore lorsqu'il est présent sur les lieux, et partage ses informations lorsqu'elles sont nécessaires à l'équipe Five-0.
Pour les aider dans leurs investigations, l'immunité leur est accordée par la gouverneure Jameson dans les premières saisons, à la fois pour s'attacher les services de McGarrett et pour contrer d'éventuelles poursuites pour des actions commises dans l'exercice de leurs fonctions.
Cette immunité sera cependant renégociée et en partie révoquée par le nouveau lieutenant-gouverneur, Denning.

### Personnages

#### Principaux
- Commandant Steven « Steve » McGarrett : Marine des États-Unis, ex-Navy SEAL pratiquant les arts martiaux et ancien membre des services de renseignement de la marine américaine. Venu à Hawaii pour trouver l'assassin de son père, Victor Hesse.
- Daniel « Danny/Danno » Williams : Ancien policier à Newark au New Jersey, transféré à Honolulu quand son ex-femme y déménage avec leur fille. C'est le coéquipier de Steve McGarrett.
- Chin Ho Kelly : Un ancien policier du Service de Police de Honolulu (HPD), qui a été accusé à tort de corruption. Lui et Steve se sont connus au lycée. Steve l'intègre dans le 5-0 parce que son père avait toute confiance en Chin, qu'il a formé lorsqu'il était dans la police. À l'issue de la saison 7, il quitte le 5-0 pour rejoindre San Francisco et diriger sa propre unité.
- Kono Kalakaua : Une récente diplômée de la police de Honolulu, ancienne surfeuse professionnelle et championne du monde de surf, elle possède aussi une excellente maîtrise des arts martiaux. Elle est la cousine de Chin Ho Kelly. Elle épouse Adam Noshimuri à la fin de la saison 5. À la fin de la saison 7, elle quitte le 5-0 pour rejoindre le continent et enquêter sur un réseau international de prostitution.
- Dr Max Bergman : Médecin légiste excentrique et jovial possédant d'excellentes connaissances, c'est une connaissance du gouverneur Jameson. Il démissionne et quitte l'archipel dans la saison 7 pour s'engager chez Médecins sans frontières.
- Lieutenant de vaisseau Catherine Rollins, Marine des États-Unis, officier à bord de l'USS Enterprise, petite amie de Steve. Elle quitte la Navy pour travailler dans le privé avec son ex, Billy, puis intègre le 5-0 après la mort de ce dernier. Elle va en Afghanistan pour retrouver un petit garçon dont la famille l'a caché lorsqu'elle était blessé. Elle revient provisoirement à la fin de la saison 5, où Steve s'apprête à la demander en mariage, mais le quitte définitivement pour effectuer officieusement une mission secrète en Ukraine. Officiellement, elle fait de l'humanitaire au Népal à la suite d'un tremblement de terre. Elle réapparaît au milieu de la saison 7 le temps d'un épisode. Elle revient aussi dans la saison 9 et 10 pour quelques épisodes.
- Capitaine Lou Grover : Il vient de Chicago. Il est le commandant du SWAT sur l'île et il n'est pas toujours d'accord avec les méthodes de Steve. Mais il devient ami avec les membres du 5-0 et intègre l'équipe car il s'est fait virer de la police par le gouverneur après avoir volé des fonds pour sauver sa fille retenue captive par Ian Wright.
- Jerry Ortega : Amateur des théories du complot. Il aide le 5-0 pour quelques affaires depuis la saison 5 et s'y connait bien en technologie. Au début de la saison 10, Jerry décide finalement de quitter le 5-0 et d'écrire un livre qu'il ne souhaitait plus remettre à plus tard.
- Lori Weston : Sorte de clone au féminin de McGarrett, qui la soupçonne d'avoir intégrée le 5-0 pour les espionner pour le compte du gouverneur Denning. Elle avait développé des sentiments pour Steve, mais se rend compte qu'il a toujours été amoureux de Catherine. Elle quitte le 5-0 dans la saison 2.
- Dr Noelani Cunha : Médecin légiste qui a pris la relève après le départ du Dr Bergman dans la saison 7.
- Tani Rey : Recrutée par McGarett à son travail en tant que sauveteuse de piscine d'hôtel, elle a été expulsée de l'académie de police, en dépit d'être une candidate de premier ordre. Elle refuse initialement de se joindre à l'équipe, mais revient ensuite sur sa décision et intègre le 5-0 à partir de la saison 8.
- Junior Reigns : Ancien Navy SEAL, demande à McGarrett un emploi. Initialement refusé, il revient à McGarrett une deuxième fois. McGarrett le présente plus tard à Duke Lukela et l'informe qu'avant de devenir membre du 5-0, il devra terminer l'académie de police. Il intègre le 5-0 dans la saison 8.
- Adam Noshimuri : Fils de Hiro Noshimuri, il prend la tête des Yakuzas de Hawaï après la disparition de son père. Il est en couple avec Kono Kalakaua depuis la fin de la saison 2. Lors de l'épisode 24 de la saison 3, lui et Kono partent pour Shanghai pour échapper aux Yakuzas fidèles à son frère Michael, après qu’Adam l’ai tué pour protéger Kono. Dans le dernier épisode de la saison 5, Kono et lui se marient. Il abandonne la tête des Yakuzas et son entreprise par amour pour elle. Dans la saison 6, piégé par Gabriel, il finit par tuer deux hommes. Il se livre à la police et est condamné à 18 mois de prison. Il intègre le 5-0 dans la huitième saison.
- Tuopola Kamekona : Droguiste et vendeur de glaces local, ancien indic' (indicateur) de qualité de Chin. Il est « tuyauteur » et parfois fournisseur de diverses choses à l'occasion pour l'équipe et s'est fait prendre jadis pour port d'armes illégal. Au fil des saisons, il possède un camion de crevette et un hélicoptère.
- Duke Lukela : Membre du HPD et du département de police d'Honolulu, est un bon ami de Steve McGarett et du reste de l'équipe du 5-0.
- Quinn Liu : Ancien sergent d'état-major du CID de l'armée, elle a été rétrogradée pour insubordination. McGarett l'a recrutée dans le 5-0 après une altercation. Elle rejoint le 5-0 dans la saison 10.

#### Récurrents
- Wo Fat : Expert en explosifs, ancien officier des services secrets chinois et chef d'une partie des yakuzas japonais. Il est également le commanditaire de Koji Noshimuri puis de Victor Hesse pour le meurtre des parents de McGarrett et celui qui a tendu un piège à l'équipe du fiancé de Jenna Kaye. Il devient petit à petit l'ennemi juré de McGarrett qui fait tout pour le coincer mais n'y parvient pas. Lors de l'épisode 21 de la saison 3, il est gravement brûlé mais survit et est mis dans une prison sous haute sécurité, dont il s'évade pour en finir avec McGarrett. Dans l'épisode 7 de la saison 5, il meurt d'une balle dans la tête tirée par Steve McGarrett. Un lien existant entre McGarrett et Wo Fat est que la mère de McGarrett a élevé Wo Fat, puis l'a abandonné lors d'une de ses missions au Japon.
- Gouverneure Patricia "Pat" Jameson : Gouverneure de l'état d'Hawaii. C'est elle qui a créé l'unité du 5-0 et a engagé Steve McGarrett. Elle est assassinée par Wo Fat qui fait porter le chapeau à Steve McGarrett dans le dernier épisode de la saison 1.
- Gouverneur Sam Denning : Nouveau gouverneur de Hawaï après l'assassinat de la gouverneure Jameson. Il intègre un nouveau membre à l'équipe 5-0, qu'il impose pour surveiller les activités de McGarrett dans la saison 2. Il reste gouverneur jusqu’à la saison 7 où il est remplacé par la gouverneure Keiko Mahoe.
- Rachel Edwards : L'ex-épouse britannique de Danny. Ils se sont connus à l'occasion d'un accrochage de voiture, alors que Danny était au Service de Police de Newark au New Jersey, qu'elle a provoqué pour qu'il tombe amoureux d'elle. Elle s'est remariée à Hawaï avec Stanley "Stan", un riche entrepreneur, beau-père de Grace. Elle mentira sur la paternité de Danny concernant leur fils Charlie. Elle sera à nouveau avec Danny à la fin de la série.
- Grace Williams: La fille de Danny et Rachel.
- Laura Hills : Responsable de la sécurité sur l'archipel, assistante de la gouverneure Jameson. Désignée comme agent de liaison entre la gouverneure Jameson et le 5-0 dans le cadre de ses fonctions, elle décède dans l'explosion de sa voiture, piégée par Wo Fat en guise d'avertissement.
- Mary Ann McGarrett : La sœur de Steve qui habite à Los Angeles. Elle adoptera une fille appelée Joanie en l'honneur de son père, John McGarrett.
- Jenna Kaye : Ex-analyste de la CIA, assistante de l'équipe 5-0 pour coincer Wo Fat qui est responsable de l'assassinat de son fiancé. Elle est tuée en Corée du Nord par Wo Fat.
- Lieutenant commander Joe White : Ancien instructeur de Steve McGarrett, également proche de John McGarrett depuis la guerre du Viêt Nam où ils se sont connus. Il se frotte régulièrement à Wo Fat et cache des choses à Steve en pensant le protéger. Il est tué dans une embuscade dans la saison 9.
- Sang Min : Un petit voyou qui s'est souvent fait attraper par le 5-0. Il a été utile pour l'équipe à quelques reprises.
- Capitaine Vincent Fryer : Ancien policier de la brigade criminelle de Detroit, muté comme chef de service des Affaires internes de Honolulu pour enquêter sur le meurtre de la gouverneure Jameson (arrestation de McGarrett) et le vol de l'argent détenu par le HPD (suspension de Kono). Il meurt en service, dans un traquenard orchestré par de vieilles connaissances pour se venger. L'enquête sur son assassinat constitue un des fils rouges de la fin de saison 2 et du début de la saison 3.
- Frank Delano : Ancien officier de police, devenu figure du grand banditisme sur l'île. Il tente d'intégrer Kono dans ses équipes alors qu'elle est suspendue. Il est incarcéré à la suite de son arrestation par le 5-0, en coopération avec le Capitaine Fryer. Il est tué par Chin Ho Kelly, pour venger la mort de la femme de ce dernier. Il est un des principaux antagonistes de la saison 2 et 3.
- Gabrielle "Gabbi" Asano : Historienne et chercheuse dans le musée le Honolulu. Elle a rencontré le 5-0 lors d'une enquête sur le meurtre d'un chasseur de trésors. Elle est sortie avec Danny.
- Doris McGarrett : Mère de Steve. C'est un ex-agent de la CIA. Pour protéger sa famille, elle a laissé croire à son décès dans l'explosion de sa voiture lorsque Steve était plus jeune. Dans la saison 5, on apprend qu'après s'être trompée de cible en tuant la mère de Wo Fat au lieu de son père, elle élèvera l'enfant jusqu'à ce que la CIA la force à l'abandonner.
- Deborah "Deb" McGarrett : Tante de Steve. Elle a élevé Steve et sa sœur après la mort de leur mère et après que leur père les ait envoyé vivre chez elle à Los Angeles. Elle est une ancienne chanteuse de talent. Elle est atteinte d'une tumeur au cerveau et meurt dans la saison 6.
- Clara Williams : Mère de Danny et grand-mère de Grace. Elle vient s'installer à Hawaii lorsqu'elle voulait divorcer de son mari, le père de Danny. Celui-ci arrive à les réconcilier et elle retourne dans le New Jersey.
- Michael Noshimuri : Frère de Adam, il revient à Hawaii après avoir purgé une peine de prison au Japon. Il prend la tête du clan Yakuza de son père et utilise même l'arme de service de Kono pour commettre un meurtre. Il est tué par son frère Adam. Il est un des principaux antagonistes de la saison 3.
- Renée Grover : La femme de Lou Grover.
- Samantha Grover : La fille de Lou Grover.
- Will Grover : Le fils de Lou Grover.
- Ian Wright : Un hacker international. Il est tué par Wo Fat au moment où il avait kidnappé Samantha, la fille de Lou Grover. Il est un des principaux antagonistes de la saison 4.
- Amber Vitale : Melissa Armstrong de son vrai nom. Elle a fui New York pour démarrer une nouvelle vie loin de son ex petit ami violent. Elle a rencontré Danny dans une station essence. Elle est depuis sa petite amie.
- Eric Russo : Neveu de Danny originaire du New Jersey. Il travaille pour la police scientifique.
- Malia Waincroft : Médecin et femme de Chin Ho. Ils ont divorcé au moment où Chin s'est fait renvoyer de la police. Ils se sont revus lors d'une enquête sur un meurtre, plus tard ils se sont remariés. Elle a été tuée par Frank Delano.
- Gabriel Waincroft : Petit frère de Malia. Il a toujours eu des problèmes avec la justice mais depuis le meurtre de sa sœur, il est devenu un vrai criminel. Il meurt dans la saison 6 d'une blessure par balles infligée par une junkie. Il est un des antagonistes principaux de la saison 4 à la saison 6.
- Marco Reyes : Baron de la drogue colombien originaire de Bogota. Le frère de Danny, Matthew, lui a pris une grosse quantité d'argent. Marco fait assassiner Matthew lorsqu'il retrouve son argent. Danny le tue pour venger la mort de son frère. C'est l'un des principaux antagonistes de la saison 5.
- Michelle Shioma : Fille d'un chef Yakuza. Quand celui-ci est tué par Gabriel Waincroft, elle prend la tête des affaires de son père. Elle est arrêtée et envoyée en prison par le 5-0. C'est l'une des principales antagonistes de la saison 6 et 7. On apprend dans la saison 8 qu'elle a été tuée en prison sous les ordres de Noriko Noshimuri, une nouvelle cheffe Yakuza.
- Lynn Downey : Nouvelle petite-amie de Steve.
- Abigail "Abbey" Dunn : Agent du FBI originaire de San Francisco, elle est à Hawaï pour espionner le 5-0. Elle finit par avouer la vérité et rejoint le 5-0. Elle entretient une relation avec Chin-Ho. Ils décident de partir vivre ensemble à San Francisco dans la saison 8.
- Alicia Brown : Ancien agent et profileuse du FBI. Steve lui a demandé son aide pour traquer un tueur en série qui sévissait sur l'île qui se révélera être Madison Gray.
- Sara Diaz : La fille de Gabriel Waincroft et de Vanessa, sa maitresse mexicaine. Sa mère s'installe à Honolulu et est assassinée par un des hommes de Shioma qui voulait se venger de Gabriel pour le meurtre de son père. Sara aussi était en danger. Elle est sauvée puis est adoptée par Chin.
- Charlie Williams : Le fils de Rachel et de Danny.
- Madison Gray : Psychologue et tueuse en série qui manipulait des gens pour qu'il tuent pour elle. Elle est tuée par Alicia Brown alors que celle-ci menaçait sa fille, Sienna. C'est l'une des principales antagonistes de la saison 7.
- Jessie Nomura : Ancienne taularde, elle aide Adam à savoir qui a pris la tête du clan Yakuza qui sévissait sur l'île. Elle est tuée par Noriko Noshimuri, la demi-sœur de Adam qui était la chef des Yakuzas.
- Aaron Wright : Un hacker international et frère de Ian Wright. Il est arrêté et envoyé en prison par le 5-0. C'est l'un des antagonistes des saisons 8 et 9.
- Agent Greer : Ancienne Navy SEAL et agent de la CIA. Elle travaillait avec Omar Hassan, qui voulait se venger de McGarrett et de ses coéquipiers de l'armée. Elle est tuée en Chine par Catherine Rollins. C'est l'une des principales antagonistes de la saison 9.
- Shawn "Flippa" Tupuola : Cousin de Kamekona Tupuola. On le voit à plusieurs reprises travailler au camion de crevettes de Kamekona.
- Hajme Masuda : Ancien chef des Yakuzas, il est le père de Tamiko Masuda.
- Tamiko Masuda : Fille de Hajme Masuda, est la petite amie actuelle d'Adam Noshimuri.
- Siobhan Grover : Nièce du capitaine Lou Grover.
- Kenji Higashi : Bras droit du chef des Yakuzas Hajme Masuda, il le tue pour prendre sa place. Mais Adam Noshimuri l'arrêtera dans la saison 10.

### Arcs narratifs
- L'arc principal de l'histoire, mis en place dans l'épisode pilote, tourne autour de l'assassinat du père de McGarrett et de l'enquête qu'il menait sur une affaire de corruption, même après avoir pris sa retraite à l'issue de son service au HPD. À la suite de l'arrestation du meurtrier de son père, un mystérieux personnage s'interroge sur les motivations de McGarrett à poursuivre l'enquête amorcée par son père.
Ce personnage se révélera plus tard être Wo Fat, un criminel qui a des liens avec les Yakuzas japonais, et qui est relié à l'attentat à la voiture piégée dont la mère de McGarrett fut la victime, attentat classé comme un simple accident. Lorsque son père enquêtait en tant que membre de l'unité de lutte contre le crime organisé, il abandonna cette enquête, pensant l'avoir trop poussée. En revanche, il conserva tous les indices dans un coffre à outils afin de les laisser à Steve, pour qu'il puisse un jour reprendre l'enquête. Wo Fat s'en prend à tous ceux qui cherchent à le coffrer, ainsi qu'à leurs proches et à tous ceux qu'il estime nécessaire.
- Un autre arc narratif met en lumière les raisons qui ont poussé Chin Ho à quitter le HPD après avoir été faussement accusé du vol d'une importante somme d'argent dans le local des pièces à conviction du HPD. McGarrett le recrute cependant, croyant en son innocence, et aussi parce qu'il était le protégé de McGarrett père. Au fil des épisodes, on apprend que c'est une taupe au sein du HPD qui a comploté pour faire accuser Chin Ho. Le père de Steve McGarrett avait cette taupe à l'œil lors de son enquête sur la corruption.
- Dans le dernier épisode de la première saison, l'unité du 5-0 est temporairement démantelée lorsque McGarrett est accusé du meurtre de la gouverneure Jameson, révélée être corrompue et à la solde de Wo Fat qui finit par la tuer, n’ayant plus besoin d'elle. À la suite de l'acquittement de McGarrett dans le premier épisode de la seconde saison, le nouveau gouverneur Denning reforme l'unité avec un nouveau membre : l'officier Lori Weston, mais avec une immunité accordée par le gouverneur fortement diminuée, afin d'inciter les membres de l'équipe à bien mesurer leurs faits et gestes.
- Le début de la saison 2 voit se poursuivre l'arc narratif centré sur la relation entre Wo Fat et les McGarrett, avec cette fois un autre protagoniste qui intervient : Joe White qui, en montant une opération pour faire évader McGarrett de Corée du Nord, perd son poste dans l'armée, mais se retrouve libre de continuer à aider McGarrett à coincer Wo Fat. McGarrett découvrira Wo Fat au Japon et procèdera à son arrestation. Grâce à Joe White, il découvrira aussi l'identité du mystérieux Shellburne qui se trouvera être la mère de Steve ayant simulé sa mort pour échapper à Wo Fat.
- Durant les saisons 3 à 5, les relations entre Steve, Mary et Doris sont compliquées dues surtout au fait qu'elle leur ait menti sur sa supposée mort et à la menace de Wo Fat. Mais après la mort de ce dernier, dans l'épisode 7 de la saison 5, les McGarrett seront de nouveaux unis.
- Durant les saisons 4 à 6, Gabriel Waincroft sera le principal ennemi du 5-0 en particulier de Chin Ho Kelly, le tenant pour responsable de la mort de sa sœur Malia que Chin n'aurait soi-disant pas su protéger, jusqu'à sa mort à la fin de l'épisode 24 de la saison 6.
- Dans la saison 7, Steve se rend compte que Madison Gray est l'adversaire la plus redoutable qu'il ait jamais affronté, car elle utilise ses talents de psycho-thérapeute pour manipuler ses patients comme les pièces du jeu d'échecs et les pousser à commettre des crimes (comme lors de l'épisode 15 de la première saison de la nouvelle série MacGyver, où on apprend qu'elle était derrière le Tueur se faisant appeler le Zodiac, après avoir échappé au 5-0). Madison Gray restera un grand danger pour le 5-0 jusqu'à sa mort à la fin de l'épisode 17 de la saison 7. Le 5-0 sera également confronté à Michelle Shioma, chef des Yakuzas.
- Durant le début de la saison 8, le nouveau méchant principal se faisant appeler Le Fantôme, ordonnera l'élimination de tous les chefs de gangs d’Hawaï (dont Michelle Shioma) pour éliminer toute concurrence et devenir le maître de l'île. À la fin de la saison 8, on découvrira que Le Fantôme est Noriko Noshimuri, la demi-sœur d'Adam. Son but étant de récupérer les 20 000 000 $ de Shioma. Elle sera finalement tuée hors de l'écran apparemment par Adam, pour venger Jesse son agent infiltrée. Noriko sera retrouvée par Duke Lukela prévenant Steve qu'elle a été tuée d'une balle dans la tête et jetée à la mer. Steve suspectera tout de suite son ami pour le meurtre de sa demi-sœur.
- Dans le début de la saison 9, on découvrira qu'Adam est innocent du meurtre de sa demi-sœur Noriko, le vrai coupable étant Kimura, son banquier Yakuza. Puis Steve devra affronter l'Agent Greer, une de ses ex qui se révèlera être une traitresse travaillant maintenant avec les services secrets chinois. Elle sera finalement tuée par Catherine Rollins mais ses actions causeront la mort de plusieurs Seals, amis de Steve, ainsi que celle de son mentor Joe White. Après une nouvelle confrontation avec Aaron Wright, Steve est confronté par Azra Hassan, la femme d'Omar Hassan, l'homme responsable de la mort de Joe White et des Seals amis de Steve, en rétribution pour la mort de son père des années plus tôt. La dernière scène montre Azra pointant une arme sur Steve pour le punir d'avoir envoyé son mari en prison. La saison finit sur un coup de feu.
- Dans la saison 10, Steve échappera à la tentative de meurtre d'Azra qui sera abattue par Lou Grover. Adam Noshimuri va essayer de prouver que Kenji Higashi a tué de sang-froid le chef des Yakuzas Hajime Masuda, le père de sa compagne Tamiko, pour prendre sa place. Pour cela, il va même jusqu'à se mettre en danger, en quittant le 5-0 et partir au Japon chercher la protection du Oyabun pour que Kenji ne s'en prenne pas à lui entre-temps. Lorsqu'il revient à Hawaii et réintègre le 5-0, Kenji sera finalement arrêté par Adam lorsque des preuves filmées où on le voit descendre des yakuzas en lien avec Adam seront divulgués contre lui. De plus, pendant cette saison, l'équipe du 5-0 rencontrera l'enquêteur privé Thomas Magnum et son associée Juliet Higgins, de la série Magnum, pour mettre hors d'état de nuire les hommes de Daiyu Mei (la femme de Wo Fat). Vers la fin de la saison, Steve aimerait quitter le 5-0 après que des évènements autour de sa mère et de son passé qui ont resurgi, eurent lieu. Doris mourra également pour sauver son fils ce qui le marquera fortement. Il souhaiterait prendre un nouveau départ. Alors que Steve dit au revoir à son chien, Eddie, le reste du 5-0 se présente pour lui dire au revoir. Avant de partir, Steve nomme Lincoln, le nouveau de l'équipe, responsable du groupe. Après avoir embarqué dans l'avion, Steve est rejoint par Catherine Rollins et partent tous les deux vers de nouveaux horizons.

### Antagonistes principaux
- Wo Fat (saisons 1 à 5). Tué par Steve McGarrett.
- Frank Delano (saisons 2 et 3). Tué par Chin Ho Kelly.
- Victor Hesse (saisons 1 et 2). Tué par Wo Fat.
- Kaleo (saisons 1 à 3). Tué par Chin Ho Kelly.
- Michael Noshimuri (saison 3). Tué par Adam Noshimuri.
- Ian Wright (saison 4). Tué par Wo Fat.
- Gabriel Waincroft (saisons 4 à 6). Succombe à sa blessure infligée par une junkie.
- Marco Reyes (saison 5). Tué par Danny Williams.
- Michelle Shioma (saisons 6 et 7). Envoyée en prison par le 5-0. Elle a été tuée hors de l'écran en prison. Meurtre commandité par Noriko Noshimuri.
- Dr Madison Gray (saison 7). Tuée hors de l'écran par Alicia Brown alors que Madison était chez elle et menaçait sa fille, Sienna.
- Noriko Noshimuri (saison 8). Tuée hors de l'écran par Kimura, son banquier Yakuza.
- Agent Greer (saison 9). Tuée par Catherine Rollins.
- Kenji Higashi (saison 10). Envoyé en prison par Adam Noshimuri.

### Antagonistes secondaires
- Anton Hesse (saison 1). Tué par Steve McGarrett.
- Koji Noshimuri (saison 1). Tué par Wo Fat.
- Hiro Noshimuri (saisons 1 et 2). Tué par Wo Fat.
- Paul Delano (saisons 3 et 5). Envoyé en prison par le 5-0.
- Jason Duclair (saisons 5, 6 et 8). Se suicide hors de l'écran en se jetant dans l'incendie qu'il a provoqué après avoir échappé à Lou Grover, Danny Williams et Tani Rey, nouvelle recrue du 5-0.
- Aaron Wright (saisons 8, 9 et 10). Envoyé en prison par le 5-0.
- Omar Hassan (saison 9). Envoyé en prison par Steve McGarrett.
- Wes Cullen (saison 10). Tué par une explosion causée par Daiyu Mei.
- Daiyu Mei, la femme de Wo Fat (saison 10). Envoyée en prison par Steve McGarrett.

### Antagonistes tertiaires
- Gouverneur Patricia "Pat" Jameson (saison 1). Tuée par Wo Fat.
- Agent Rex Coughlin (saisons 4 et 5). Tué par Gabriel Waincroft.
- Goro Shioma (saison 6). Tué par Gabriel Waincroft.
- Clay Maxwell (saisons 5 et 6). Envoyé en prison par Lou Grover.
- Agent Colin McNeal (saison 8). Tué par Noriko Noshimuri.
- Marissa Walker (saison 8). En fuite. Elle est la seule antagoniste à échapper à la capture à la fin de la série.
- Père d'Omar Hassan (saison 9). Tué par Steve McGarrett, Joe White et leur équipe de Navy Seals : Tim Cole, Blake et Park en 2002.
- Azra Hassan, la femme d'Omar Hassan (saisons 9 et 10). Tuée par Lou Grover.

### Crossovers
Quatre crossovers avec d’autres séries ont été réalisés. Le premier a été fait avec NCIS : Los Angeles dans le sixième épisode de la saison 2. Le deuxième crossover a été fait avec la même série, dans un double épisode avec l’épisode 21 de la saison 2 en première partie et l’épisode 21 de la saison 3 de NCIS : Los Angeles en seconde partie.
Le troisième crossover est réalisé cette fois-ci dans l’épisode 18 de la saison 1 de MacGyver.
Le quatrième est réalisé dans un double épisode avec la série Magnum. L'épisode 12 de la saison 10 fait office de première partie et l’épisode 12 de la saison 2 du célèbre détective en est la conclusion.
De plus, de nombreux acteurs d'Hawaii 5-0 ont repris leur rôle dans des épisodes de Magnum tous au long de la série et Jorge Garcia est apparu, pour sa part, dans l'épisode 8 de la saison 5 de MacGyver.

## Diffusion
La série a été diffusée aux États-Unis sur le réseau CBS le 20 septembre 2010, exactement 42 ans après la première de la série originale. La chaîne canadienne Global TV a diffusé la série en même temps qu'aux États-Unis. Hawaii 5-0 a été diffusé dans plusieurs pays du monde, notamment en Australie, au Royaume-Uni, en Afrique du Sud, en Thaïlande, en Mongolie et en Biélorussie.

### Syndication
TNT a acquis les droits hors réseau pour diffuser la série. Les épisodes ont commencé à être diffusés sur la chaîne câblée en août 2014.

### Streaming
Les huit premières saisons étaient disponibles sur Netflix jusqu'au 24 février 2019 mais ne figurent désormais plus au catalogue. Les dix saisons sont disponibles sur Prime Video, le service de streaming d’Amazon. Les cinq derniers épisodes sont disponibles gratuitement sur CBS.com et l'application CBS. Tous les épisodes sont également disponibles avec CBS All Access, y compris les nouveaux, diffusés en direct.

## Accueil

### Réception critique
La série a reçu des critiques principalement positives. Metacritic a donné à la première saison un score total de 66 sur 100 basé sur les critiques de 29 critiques. Rotten Tomatoes a donné à la première saison un score de 74% sur la base de 23 critiques. Le consensus du site l'appelle : "Un redémarrage rapide et fluide d'un ancien favori, les lieux pittoresques d'Hawaii 5-0 et la distribution attrayante rendent le visionnement agréable."
Le 19 mai 2010, The Honolulu Advertiser a donné son avis sur la nouvelle version : "Un script intelligent, des valeurs de production raffinées et peut-être un soupçon de nostalgie ont permis au remake de Hawaii Five-O de figurer sur la programmation de CBS en prime time cet automne" mais il a ajouté :" il faut plus qu'un nom de marque pour capter l'attention des téléspectateurs." La pièce a également souligné que les temps ont changé depuis que l'original a quitté l'antenne, citant d'autres séries qui se sont déroulées à Hawaï et qui ont disparu. Il a exprimé l'espoir que les producteurs réussiront à donner une nouvelle vie au titre avec ce remake. Hawaii 5-0 figurait également dans le Guinness World Records 2012 pour la nouvelle série la mieux notée aux États-Unis avec un record de 19,34 millions de téléspectateurs pour son épisode du 23 janvier 2011 (Kai eʻe).

### Audiences

#### Aux États-Unis
Hawaii 5-0 bénéficie d'une bonne popularité, même si la série est diffusée tard en soirée (créneau de 22 h). Il y a néanmoins une féroce compétition avec Castle, la série policière d'ABC diffusée dans le même temps, les deux séries se disputant de semaine en semaine la première place en matière d'audience pour ce créneau de diffusion.
Audiences américaines moyennes par saison*

#### Au Canada
Tout comme aux États-Unis pour les trois premières saisons, la compétition se fait sentir entre Hawaii 5-0 et Castle de CTV dans le créneau de 22 h. De l'automne 2013 (saison 4) au printemps 2017 (saison 7), Hawaii 5-0 était en compétition avec Grimm de CTV dans la case horaire du vendredi 21 h.
Cotes d'écoute canadiennes moyennes par saison*
- Note : Pour le résultat des moyennes canadiennes, seulement les épisodes diffusés en substitution simultanée avec la diffusion américaine sont pris en compte dans le calcul afin de donner un portrait d'écoute le plus juste possible.

#### En France
La saison 1 est diffusée en fin de printemps-début d'été le samedi, les premières rediffusions des épisodes arrivant vers la fin de saison.
La série entre dans la politique de diffusion de séries américaines policières "ensoleillées" par M6 (Hawaii 5-0 a été diffusée durant l'interruption de la diffusion française de la saison 2 de NCIS : Los Angeles, après l'épisode NCIS : LA S02xE14), en tout cas prometteuses au vu de leur audience aux États-Unis.
La concurrence n'est donc pas la même, elle est très variée et plus composée de divertissements, de documentaires, du sport ou de films, moins de séries.
Cette saison d'Hawaï 5-0 a été suivie notamment par une série d'action militaire (The Unit : Commando d'élite).
La saison 1, qui s'est intercalée dans la diffusion de la saison 2 de NCIS : Los Angeles (ci-dessus), donne à peu près les mêmes audiences, d'où des audiences qui ont été stables à cette période le samedi sur M6.
Audiences françaises moyennes par saison*

## Récompenses et nominations

### Récompenses
- People's Choice Awards 2011 : Meilleure nouvelle série dramatique

## DVD (France)
Seule l'édition DVD est éditée en France par CBS Vidéo en coffrets de 6 DVD chacun (sauf la saison 3 avec 7 DVD) :
- Intégrale saison 1 : 25 janvier 2012.
- Intégrale saison 2 : 12 décembre 2012.
- Intégrale saison 3 : 5 février 2014.
- Intégrale saison 4 : 4 février 2015.
- Intégrale saison 5 : 24 février 2016.
- Intégrale saison 6 : 7 mars 2017.
- Intégrale saison 7 : 17 avril 2018.
- Intégrale saison 8 : 17 avril 2019.
- Intégrale saison 9 : 10 juin 2020.
- Intégrale saison 10 : 8 septembre 2021.

Les coffrets sont au ratio image 1.78.7 panoramique 16/9 compatible 4/3. L'audio est en anglais, français et allemand avec sous-titres français, anglais, allemand et néerlandais. Les coffrets ont tous des suppléments sur les coulisses de tournages, scènes coupées et bêtisiers.

## Effet sur l'économie d'Hawaï
La popularité de Hawaii 5-0 a eu un effet positif sur plusieurs entreprises locales qui ont vu leur chiffre d'affaires augmenter après avoir été présenté dans des épisodes particuliers. Les visiteurs de USS Missouri Memorial Association ont augmenté de 25% en 2010, une année record. Waiola Shave Ice, l'entreprise dirigée par Kamekona sur le salon, a vu une augmentation de 20% des ventes de glace pilée, ainsi qu'une augmentation de 30% des ventes globales. Kona Brewing Company a également vu ses ventes augmenter de 60% après que ses bières aient été présentées comme la boisson alcoolisée préférée de McGarrett dans plusieurs épisodes. L'économie touristique a également été affectée, car de nombreux fans du continent ont ensuite été incités à visiter les îles après avoir visionné la série.